# Comuna Samarî-Orihovi, Ratne
Samarî-Orihovi (în ucraineană Самари-Оріхові) este o comună în raionul Ratne, regiunea Volînia, Ucraina, formată din satele Bereznîkî, Male Orihove și Samarî-Orihovi (reședința).

## Demografie
Componența lingvistică a satului Samarî-Orihovi
     Ucraineană (99,69%)
     Alte limbi (0,31%)
Conform recensământului din 2001, majoritatea populației satului Samarî-Orihovi era vorbitoare de ucraineană (99,69%), existând în minoritate și vorbitori de alte limbi.